# وستفلد (اشمالنبرگ)
وستفلد (به آلمانی: Westfeld) یک منطقهٔ مسکونی در آلمان است که در اشمالنبرگ واقع شده‌است. وستفلد ۷۴۸ نفر جمعیت دارد.